# Cebulica dwulistna
Cebulica dwulistna (Scilla bifolia L.) – gatunek byliny z rodziny szparagowatych. Występuje w Europie i Azji. W Polsce rośnie na południu kraju, ale jest rośliną rzadką i objętą ochroną.

## Rozmieszczenie geograficzne
Obszar występowania obejmuje rejon Kaukazu, Azji Mniejszej sięgając do Syrii na południu, Europy południowej i środkowej. Północna granica zasięgu przebiega przez Polskę, Niemcy, Belgię, Francję. W Polsce występuje w Karpatach, rzadziej w południowej części niżu. Liczne jej stanowiska znajdują się pośród lasu bukowego na glebach wapiennych.

## Morfologia
ŁodygaObła. Z cebulki wyrasta pojedyncza łodyga kwiatowa. Osiąga 10–25 cm wysokości. Pod ziemią roślina posiada jajowatą lub kulistą cebulę.
LiściePrzeważnie dwa. Są żywozielone, lancetowate, wyrastają razem z kwiatami, obejmujące łodygę.
KwiatyZebrane w 2- 10-kwiatowe grono. Pojedyncze kwiaty osadzone na wzniesionych szypułkach, niebieskie, o fioletowych pylnikach. Działki okwiatu podłużnie eliptyczne. 6 pręcików o takiej samej długości, jak działki okwiatu.

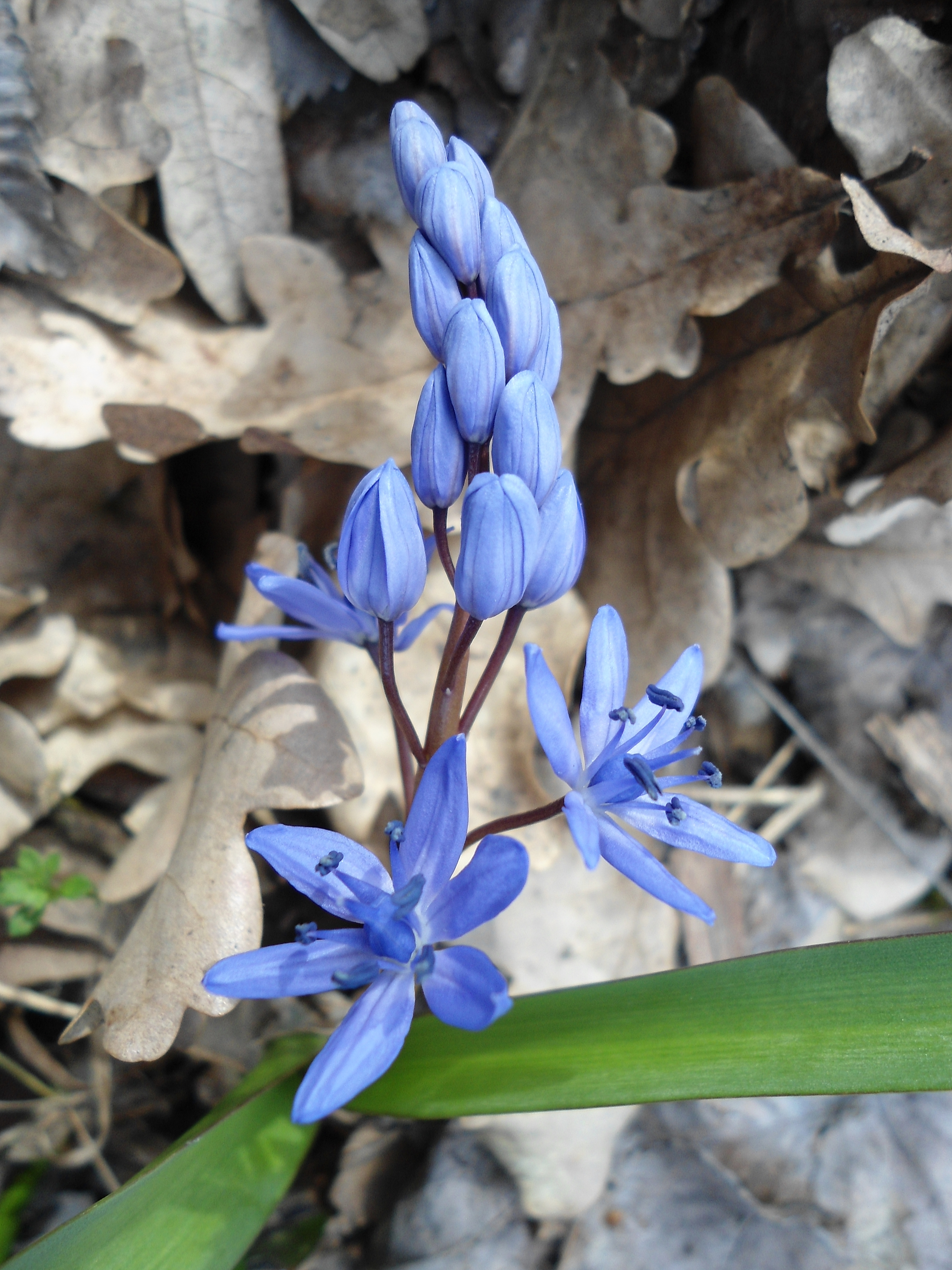
Kwiatostan
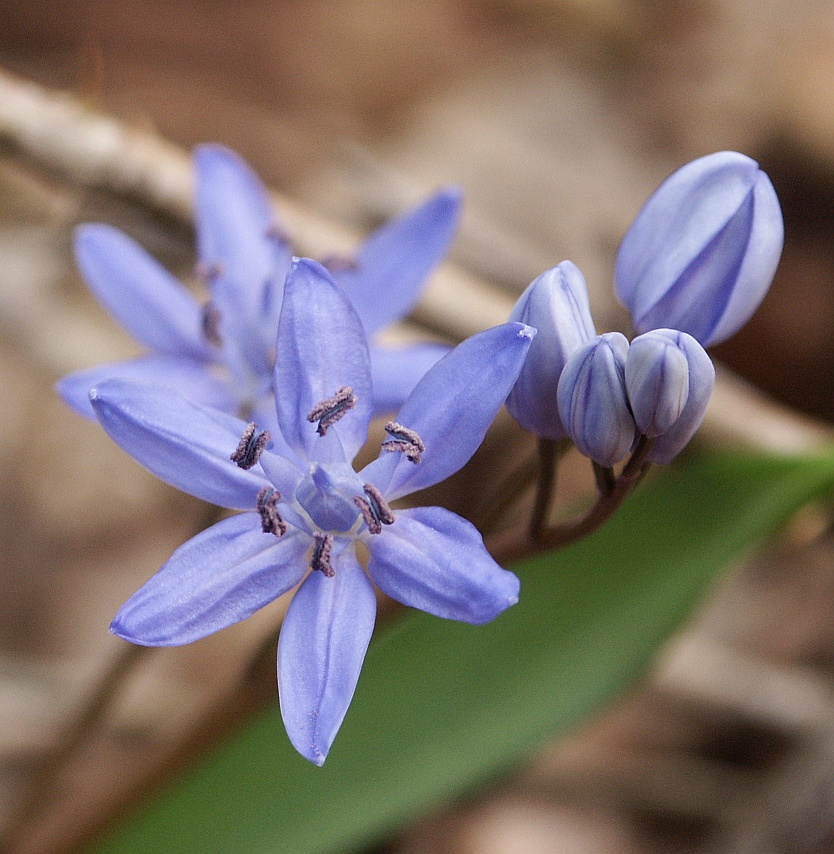
Kwiat
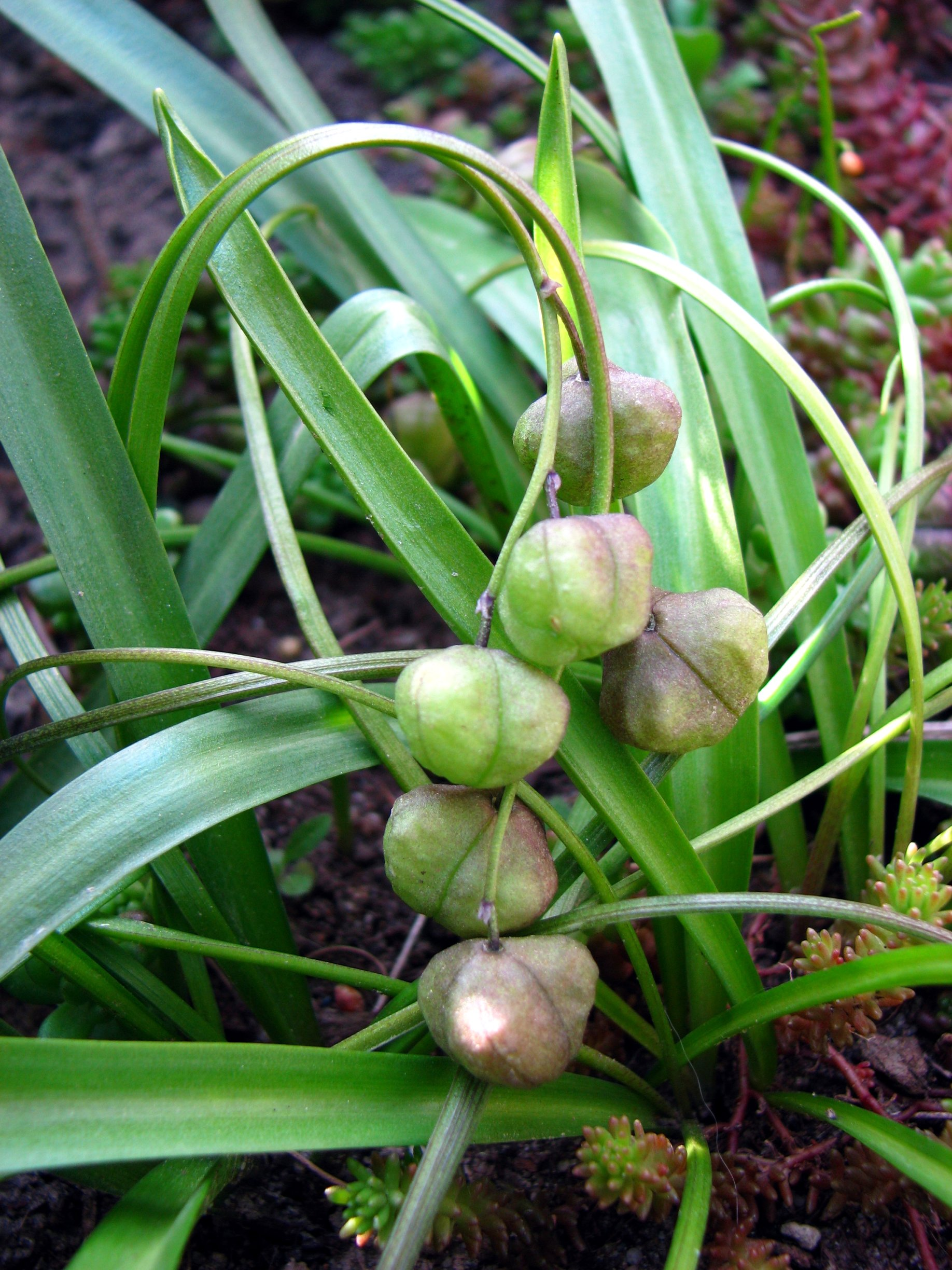
Owoce

## Biologia
Kwitnie od marca do kwietnia. Jest samopylna lub zapylana przez owady. Nasiona są rozsiewane przez mrówki (myrmekochoria). Liczba chromosomów 2n=18.

## Ekologia
Biotop cebulicy dwulistnej to lasy bukowe, liściaste mieszane, zarośla i wilgotne łąki. Preferuje gleby wapienne. Geofit. W klasyfikacji zbiorowisk roślinnych gatunek charakterystyczny dla Cl. Querco-Fagetea.

## Zagrożenia i ochrona
Od 2014 roku cebulica dwulistna objęta jest w Polsce częściową ochroną gatunkową. W latach 2001–2014 roślina znajdowała się pod ochroną ścisłą. Zagrożona jest bezpośrednim  niszczeniem przez wykopywanie i przesadzanie do ogródków, a także wskutek zmniejszania się powierzchni lasów łęgowych i buczyn, w których występuje, oraz niewłaściwą gospodarkę leśną - zastępowanie lasów mieszanych monokulturami drzew iglasych.